# Georges Carpentier
Cet article concerne le boxeur. Pour l'homme politique français, voir Georges Carpentier (homme politique). Pour les homonymes, voir Carpentier.
Georges Carpentier, né à Liévin le 12 janvier 1894 et mort dans le 17e arrondissement de Paris le 27 octobre 1975, est le premier boxeur professionnel français à devenir champion du monde de boxe anglaise.
Pugiliste précoce, Carpentier combat dans de nombreuses catégories. Champion de France professionnel à de multiples reprises, il s'impose avant la Première Guerre mondiale comme le champion d'Europe des poids lourds. Sergent aviateur pendant la Grande Guerre, il est blessé avant de réintégrer la vie civile. Il découvre alors le rugby à XV où il évolue au poste d'ailier.
À son retour sur les rings en 1919, « le grand Georges » marque l'histoire du sport français en rayonnant hors des frontières. Éblouissant de son art en Grande-Bretagne et aux États-Unis, il est célébré comme le symbole d'une France sportivement puissante. Sa victoire par KO contre Battling Levinsky le 12 octobre 1920 à Jersey City aux États-Unis lui permet de conquérir le titre de champion du monde. Son combat perdu au courage contre Jack Dempsey l'année suivante renforce sa légende et lui offre une notoriété mondiale. Cette défaite marque le déclin de son exceptionnelle carrière, ponctuée par la perte de ses titres au profit de Battling Siki sur un controversé bien qu'incontestable revers face au Sénégalais.
S'il prouve sur la fin de sa carrière qu'il reste un champion hors du commun, notamment lors de sa défaite pleine de panache face à Gene Tunney, Carpentier doit mettre un terme à sa carrière en 1926. Devenu une ancienne gloire, sa notoriété en fait toujours une figure de la boxe en France. Nommé ambassadeur du sport français à l'étranger après la Seconde Guerre mondiale à laquelle il participe dans l'armée de l'air, le Liévinois meurt d'une crise cardiaque en 1975. Une décennie après sa mort, la grande salle de basket-ball du 13e arrondissement de Paris est renommée en son nom Halle Georges-Carpentier. Il demeure un des meilleurs boxeurs français avec Marcel Cerdan.
Outre son talent pugilistique hors norme, la carrière de Georges Carpentier se distingue également par le statut de célébrité, voire de « star », qu'il a acquis au fil des ans.

## Biographie

### Jeunesse
Georges Benoit Carpentier naît le 12 janvier 1894 à Liévin. Il est le fils de Benoit Carpentier, ouvrier mineur, et de Gélina Lepot. Benjamin d'une famille de cinq enfants, il est élevé dans un coron de Lens. La famille, aux moyens limités, vit modestement. Très jeune, Georges devient saute ruisseau (commissionnaire) chez un notaire. Selon une légende, il est repéré par François Descamps, professeur de gymnastique, en 1904, alors qu'il se bagarre avec un garçon de son âge lors d'une ducasse ou dans une cour d'école. L'entraîneur, également président de la société de gymnastique de la Maison du peuple à Lens, remarque son agilité, et l'invite à venir dans sa salle. En fait, le jeune homme a très tôt le goût des exercices physiques et fréquente la salle de gymnastique du professeur Descamps. Il y montre des talents d'acrobate et de contorsionniste mais fait des progrès encore plus rapides en boxe. Comme il le dira lui-même dans Ma vie de Boxeur, il semble « avoir été mis au monde pour boxer». Descamps, qui restera son entraîneur, son conseiller et un ami pendant toute sa carrière de boxeur, demande à pouvoir veiller sur lui toute la journée : Georges quitte son emploi et quelques mois plus tard s'avère prêt pour la compétition. D'une manière générale, il se distingue des autres boxeurs  par le fait qu'il n'a jamais eu une activité professionnelle parallèle à celle de boxeur professionnel.

### Carrière de boxeur

#### Débuts (1907-1911)

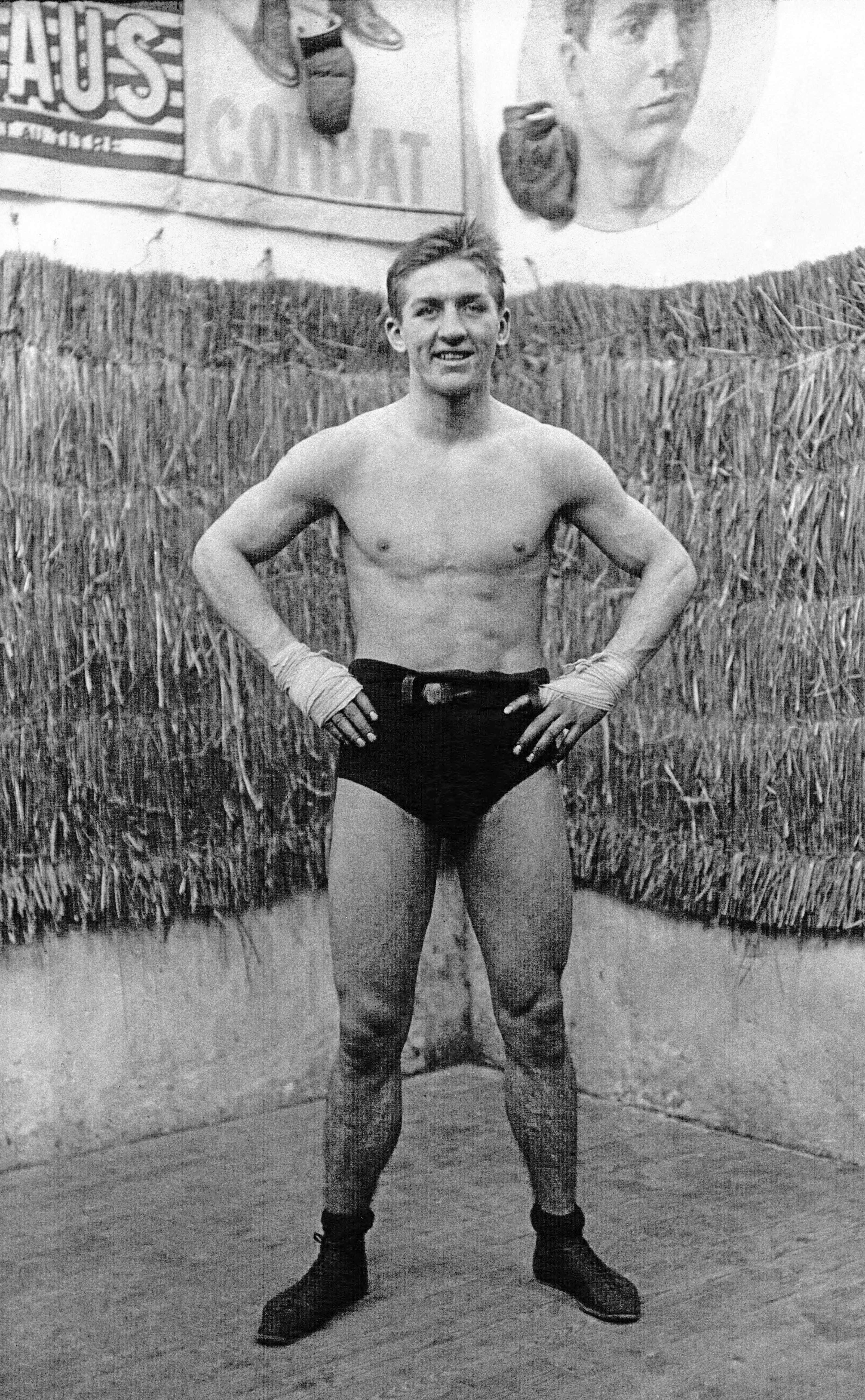
Carpentier en 1914

Le jeune Carpentier est doté d'un talent pugilistique hors normes, si bien que son entraîneur arrête rapidement de le mettre en face d'autres jeunes gens,. Le talentueux jeune garçon commence son parcours de boxeur en pratiquant la boxe française. Il s'entraîne avec des adultes, et les bat. Le 4 décembre 1906, il dispute son premier combat officiel à l'âge de douze ans face au caporal Legrand malgré la différence de poids entre le sien, 35 kg et celui du militaire, 71 kg. En 1907, à l'âge de treize ans, il est champion de France junior de cette discipline. Le 4 décembre 1908, il est champion du monde amateur de boxe française,.
Voyant les dispositions de son élève et l'ascension de la boxe anglaise, Deschamps convainc son élève et ses parents de se mettre à ce sport l'année suivante. Le 1er novembre 1908, Carpentier dispute son premier combat de boxe anglaise au café de Paris de Maisons-Laffitte face au jockey Ed Salmon. Le jeune homme est déclaré vainqueur à la suite de la disqualification de son adversaire pour un uppercut un peu bas et reçoit une bourse de 150 francs. La presse parle du jeune homme en termes élogieux : « Le gosse Carpentier fut étonnant, rapide comme un éclair et courageux comme un jeune lion ». Lors de la revanche à la fin du mois, Carpentier va au tapis à de multiples reprises à partir de la treizième reprise et fait preuve de courage avant que son coin arrête le combat pour le protéger dans le dix-huitième round.
Toujours à quinze ans, après avoir perfectionné son jeu de jambes et sa technique, Descamps ayant fait venir à Lens Dixie Kid, champion du monde des poids légers pour l'entrainer, Carpentier commence à se construire une musculature pour encaisser les chocs des coups de l'adversaire dans de longs combats. L’adolescent enchaîne les combats hebdomadaires. Une annonce publiée dans le quotidien régional L'Écho du Nord, le 14 mars 1909, propose à tout boxeur régional de moins de 52 kg de l'affronter, en boxe anglaise ou en boxe française. Après avoir été battu par Georges Gloria d'un direct au cœur, le boxeur nordiste enchaîne les victoires dans sa région aux devants de Achalme, Cheveau, Auguste Relinger ou encore Emile Wetinck. Le 15 octobre 1909, Carpentier brigue le titre de champion de France des poids coqs détenu par Paul Til dans un combat en quinze reprise de deux minutes. L'agilité, la souplesse et l'esquive du jeune Georges lui permettent de faire face à la force de son adversaire et d'obtenir un match nul. La revanche deux mois plus tard ne laisse pas de place à la décision arbitrale, Carpentier s'imposant de belle manière en envoyant au tapis son adversaire au septième round d'un crochet au menton.
Le récent champion de France enchaîne les knock-out face à Louis Achille à Liévin, à Hubert Baelen à Lille, à Fernand Cuny sur la plage de Cabourg. Métamorphosé physiquement, étoffé, l'athlète français enchaîne les succès au Wonderland, battant successivement les Britanniques Percy Wilson, Jim Campbell, George Randall et Jack Daniels. Sa progression n'est arrêtée que par Henri Piet au Cirque de Paris en janvier 1911 par une décision arbitrale. Elle se poursuit face à Young Nipper, au Belge Harry Staessens, Henri Marchand, Jack Meekins ou encore Henri Marchand. En mai 1911, le pugiliste dispute son quarante-quatrième combat, domine l'Américain Frank Loughrey et reçoit une bourse de mille francs. Il se place alors en tant qu'un prétendant au titre de champion de France.

#### Champion de France et d'Europe (1911-1913)

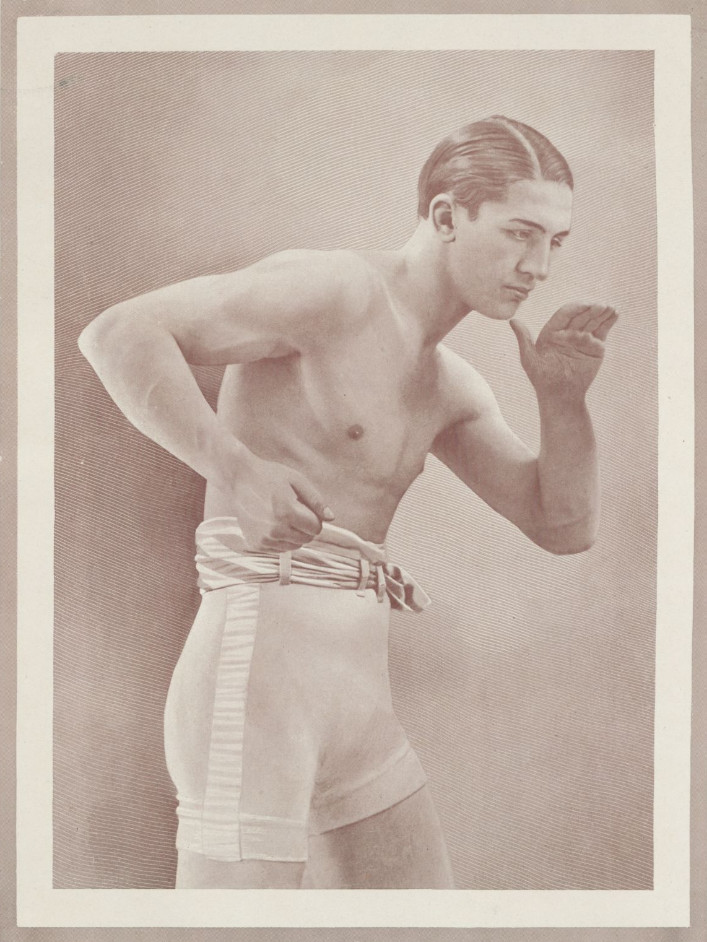
Portrait de Georges Carpentier dans La Vie au grand air en décembre 1913.

Le 15 juin 1911, Georges Carpentier devient champion de France des poids mi-moyens à seulement dix-sept ans en battant le champion en titre Robert Eustache au Cirque de Paris,. En seizième round, les seconds de son adversaire jettent l'éponge. Le récent champion de France doit faire ses preuves face à des Britanniques pour pouvoir disputer le titre de champion d'Europe face à Young Josephs. Le Liévinois confirme son statut deux semaines plus tard en impressionnant lors du gala du National Sporting-Club face au Britannique Jack Goldswain qu'il met hors-combat en quatre reprises,,. En août, le jeune boxeur, affaibli par la maladie, bat de justesse le Britannique Arthur Evernden aux points à Cabourg avant d'être battu sur abandon par Dixie Kid à Trouville-sur-Mer une semaine plus tard,.
Sa fin d'année 1911 est marquée par un voyage hors du continent, en Grande-Bretagne. Le Nordiste a déjà une réputation du fait des combattants britanniques battus dans la capitale française mais les Britanniques souhaitent le voir de leurs yeux. D'abord opposé à Sid Burns, Carpentier le met plusieurs fois au tapis et s'impose aux points. Le 23 octobre, il rencontre le champion d'Angleterre Young Josephs à Londres pour le titre de champion d'Europe des poids welters. Pour ce combat, Carpentier doit se faire maigrir considérablement, pesée qu'il juge être son ennemi le plus sérieux à cette époque. Apprécié par le public britannique qui aime sa figure douce, son attitude modeste et ses gestes spontanés, Carpentier domine son adversaire avec de rapides crochets et uppercuts du droit. Après que le Lensois a envoyé son adversaire au tapis à trois reprises dans la dixième reprise, le coin adverse s'avoue vaincu et met fin au combat.
Le 13 décembre 1911, Carpentier affronte Harry Lewis, boxeur américain expérimenté de grand talent, ancien champion du monde, au Cirque de Paris. Dans une bataille de vingt rounds, le Français s'impose à la décision en maîtrisant la fin de combat face à un adversaire fatigué par les multiples échanges des rounds précédents,. Après le combat, le magazine L'Auto juge que « cette sensationnelle victoire [...] fera époque dans les annales de la boxe. Maintenant, il n'y a plus de doute, nous possédons en Carpentier le merveilleux athlète, qui peut prétendre, et à juste titre, aux plus hautes destinées dans le sport pugilistique ». Ce combat offre également au boxeur nordiste une petite fortune : 12 500 francs.
Le titre européen des poids moyens tombe dans son escarcelle le 29 février 1912 à Monte-Carlo,. Dans les premiers échanges, les paris tendent vers une victoire du Français. Celle-ci intervient dès le deuxième round, Jim Sullivan est mis KO par une rapide droite au menton et un uppercut du gauche avant qu'il ne s'effondre en croix. Le Français continue de montrer son talent au Cirque de Paris un mois plus tard devant les conseillers municipaux parisiens. Le Nordiste obtient un succès mérité aux dépens du valeureux boxeur américain George Gunther, les deux hommes se livrant un sublime combat,.
Le 22 mai, Carpentier affronte l'Américain Willie Lewis au Cirque de Paris. Dans la huitième reprise, le Français est mis au tapis mais se relève,. S'il termine les quatre dernières reprises groggy, il remporte tout de même la victoire aux points. Le boxeur jouit d'une notoriété nationale et de bourses importantes pour l'époque qui lui permettent d'acheter une maison pour ses parents, une automobile pour son confort tout en conservant un peu plus de cent mille francs.
En juin, le champion français est opposé aux meilleurs boxeurs de la catégorie des poids moyens. Il s'incline face à Frank Klaus par disqualification à la suite de l'entrée sur le ring de son entraîneur Deschamps pour se plaindre d'un coup bas dans l'avant-dernière reprise d'un combat prévu en vingt rounds. Le champion, saignant abondamment du visage, est alors en difficulté et son entraîneur sauve son honneur en s'introduisant sur le ring. Les spectateurs, croyant que Deschamps est devenu fou, se sont précipités sur le ring pour expulser l'entraîneur, mais alors qu'il est passé par-dessus les cordes, l'homme de coin jette l'éponge. Son combat suivant, le dernier de l'année 1912, est une nouvelle défaite. Opposé à l'Américain Billy Papke, Carpentier s'incline au début de la dix-huitième reprise après avoir été sévèrement coupé au-dessus de l’œil droit dans le round précédent,,. Manquant de puissance, guère à l'aise dans la catégorie des moyens, le jeune homme prend quelques semaines de repos après ces deux grands échecs,. Le Lensois remonte sur les rings le 8 janvier 1913 face au populaire boxeur tricolore Marcel Moreau qu'il domine nettement pour conclure le combat en huit rounds.

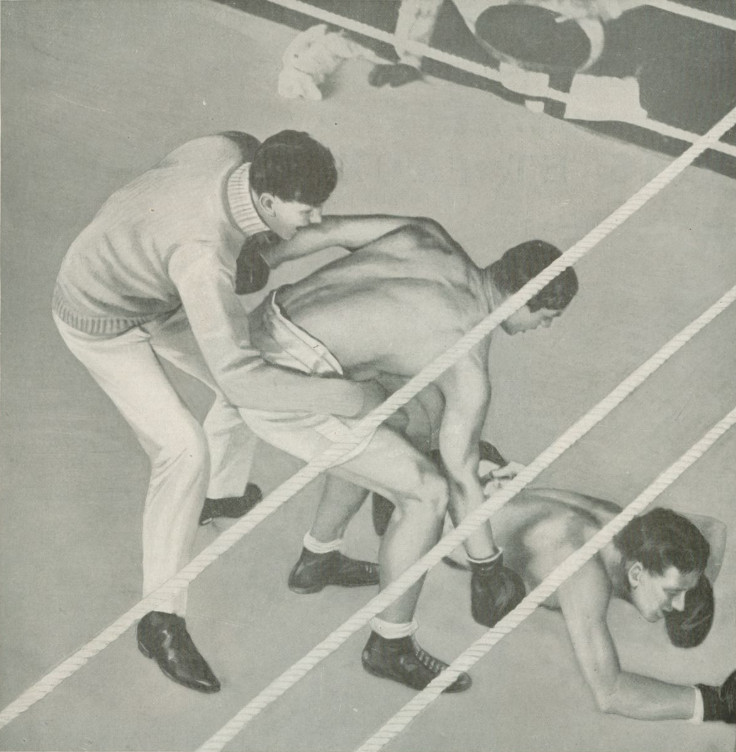
Georges Carpentier relève Bombardier Wells après l'avoir mis KO.

Carpentier ajoute celui toutes catégories à son palmarès le 1er juin 1913 à Gand. En décembre, Carpentier obtient le titre de champion d'Europe des poids lourds en mettant KO le Bombardier Billy Wells (en) en soixante-dix secondes,. Les journaux parlent du « Waterloo de la boxe » tellement la supériorité du Français frappe le milieu pugilistique britannique. Il a 20 ans, mesure 1,78 mètre et pèse 80 kg.
En mars 1914, Carpentier est opposé à Joe Jeannette, un boxeur très respecté et un défi pour le Lensois face à un adversaire plus lourd de cinq à six kilos. En juin, il est désigné pour être le directeur de combat du championnat du monde entre Jack Johnson et Frank Moran. Le 16 juillet 1914 à Londres, sa victoire contre Gunboat Smith lui permet de remporter le titre de champion du monde des poids lourds de race blanche (en), titre institué pour faire barrage à Jack Johnson, boxeur noir étant autorisé à combattre uniquement dans le championnat du monde des poids lourds de couleur (en). À 20 ans, compte 73 matchs, dont 67 gagnés, très populaire, un film et un ouvrage, tous deux intitulés Le Roman de Carpentier, lui sont consacrés en 1913. Il est également le pugiliste français percevant les plus hautes bourses avant la Première Guerre mondiale.

#### Interruption pendant la Grande guerre (1914-1918)
Pendant la Première Guerre mondiale, Georges Carpentier, mobilisé le 5 août 1914, sert dans l'aviation. Dans les premiers jours de la Guerre, il est attaché comme automobiliste au centre aéronautique de Saint-Cyr. Au début de l'année 1915, les Allemands diffusent les fausses informations de sa mort puis de son internement en Allemagne comme prisonnier. Élève-pilote, il poursuit alors son instruction sur la base aérienne d'Avord,. Au mois d'avril, il est sur le front dans les rangs de l'escadrille 55. En septembre 1916, il se distingue par un vol dans la brume et la pluie au-dessus des lignes ennemies, ce qui lui vaut de recevoir la croix de guerre des mains du président de la République Raymond Poincaré,. Le mois suivant, il se distingue à la reprise du fort de Douaumont et est récompensé de la médaille militaire. Sergent pilote à l'escadrille F-8, sa grande habileté et son courage sont mis en valeur par cette récompense qui est justifiée par le survol des lignes à très basse altitude pendant près de quatre heures.
Il se blesse au bout de 18 mois. En reconnaissance, il est obligé par une panne moteur de s'écraser sur une forêt. Accroché dans un arbre, il est aperçu par un autre aviateur qui permet son sauvetage. Après sa convalescence, il est affecté comme moniteur à l'École de Joinville jusqu'à l'armistice de 1918. S'exerçant à d'autres activités sportives, Carpentier fait preuve de ses capacités athlétiques en course à pied ou en sautant 1,65 mètre en hauteur. Il joue au rugby à XV au poste d'ailier et participe même à la saison 1918-1919 du championnat de France au sein de l'équipe parisienne du Sporting Club universitaire de France (SCUF). En fin de saison, il retourne à la boxe et met un terme à sa carrière de rugbyman, non sans avoir marqué de son passage le club puisque l'école de rugby porte désormais son nom.

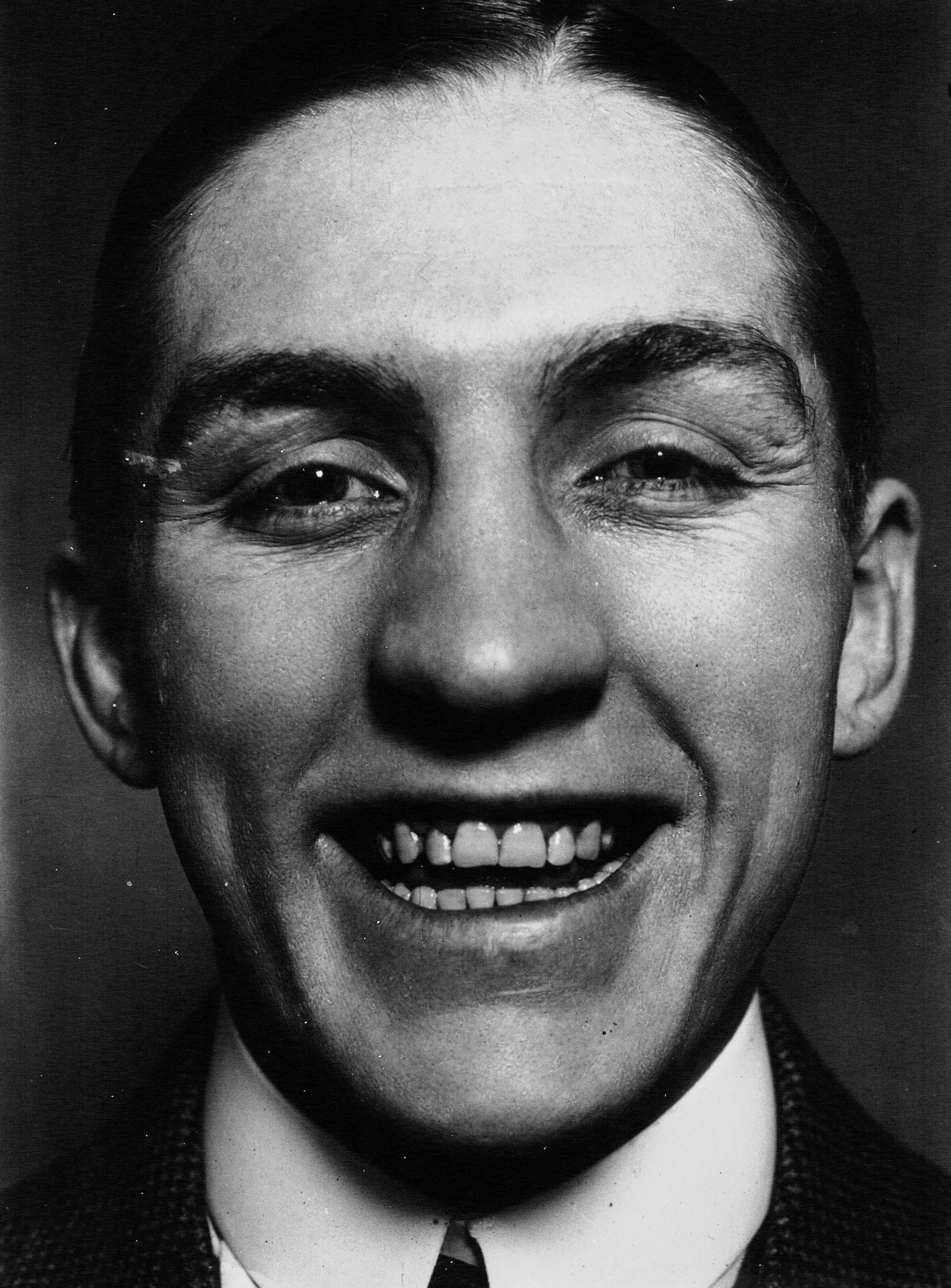
Rieur en 1914.
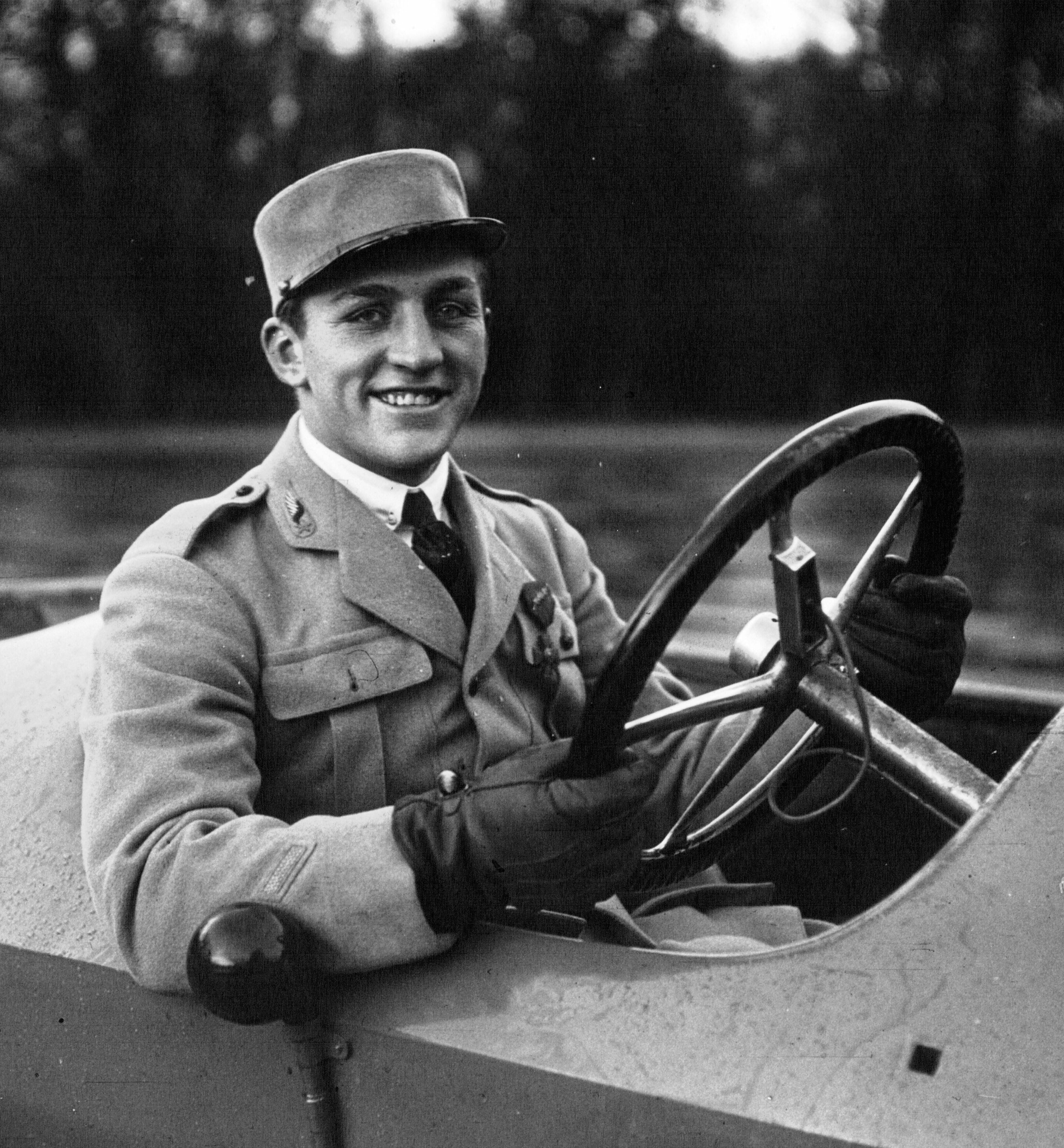
En tenue d'aviateur en 1915.
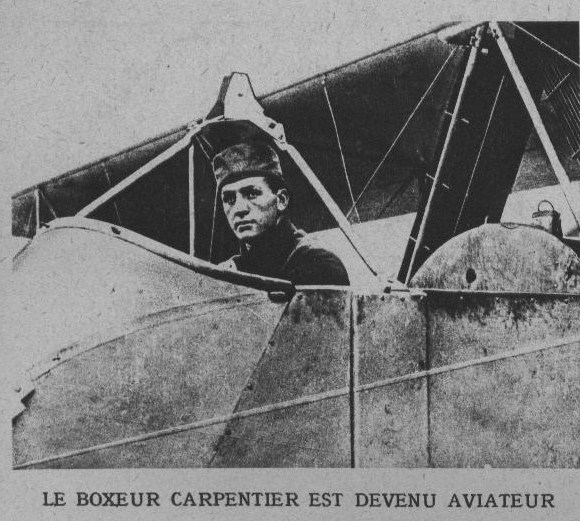
Dans son avion le 20 juin 1915.
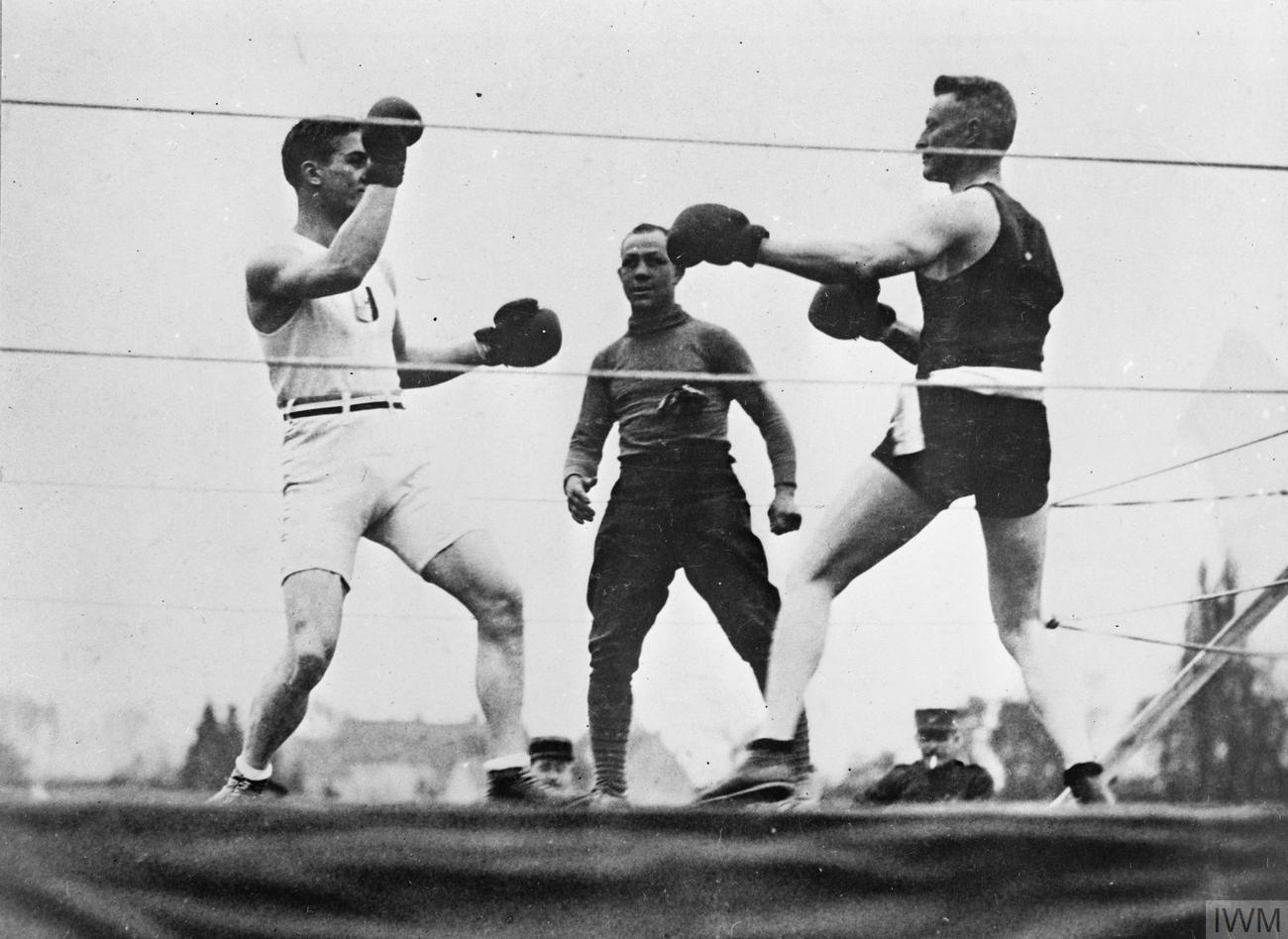
Le 8 avril 1918, Georges Carpentier (à gauche), venu en démonstration et opposé au sergent R. Williams (à droite), lors d'un tournoi de boxe organisé à Saint-Aignan (Loir-et-Cher) (où est alors stationnée une partie du corps expéditionnaire américain en Europe)[38].

#### Triple champion d'Europe d'après-guerre (1919-1920)
En juillet 1919, Georges Carpentier fait sa rentrée dans le ring face au Britannique Dick Smith, le champion d'Angleterre des poids mi-lourds qu'il devait affronter avant que la Guerre n'éclate. Le combat prévu en vingt rounds de trois minutes est organisé au Cirque de Paris et est attendu comme le retour du champion français après cinq années d'inactivité. Carpentier s'impose par knock-out au huitième round,.
À la fin du mois de septembre, le boxeur français domine en deux rounds son compatriote Jean Croisilles, champion de France militaire, à Saint-Sébastien — après que le combat ait été repoussé à plusieurs reprises à cause du mauvais temps — devant le roi d'Espagne Alphonse XIII accompagné de l'infant don Fernando,.
La royauté est de nouveau représentée, par le prince de Galles Édouard VIII, au premier rang de son combat suivant, le « Tout Londres », politique, diplomatique, littéraire, artistique et sportif assiste au combat préparé avec des moyens publicitaires hors norme. À Londres, le 4 décembre 1919, Georges Carpentier abat le Britannique Joe Beckett (en) dès le premier round d'un crochet du gauche à la pointe du menton et lui enlève son titre de champion d'Europe des poids lourds,,. Le journaliste anglais Bennison écrit après l'affrontement : « Si Jack Dempsey trouve « ce droit » sur sa route, il succombera comme tout homme au monde eût succombé hier devant le plus scientifique boxeur de sa génération ». Ovationné par le public, le vainqueur soupe avec ses amis qui ont traversé la Manche au Régent Palace Hôtel. À son retour, une foule se masse pour l'accueillir en triomphe à la descente du paquebot à Boulogne puis à l'arrivée de son train gare du Nord.
Au début de l'année 1920, Georges Carpentier bat Blink Mac Kloskey à Bordeaux puis Georges Grundhoven à Monaco en deux rounds. Le boxeur français prend du repos et entame une campagne de promotion aux États-Unis.

#### Premier champion du monde français de boxe et «combat du siècle» (1920-1921)
Georges Carpentier a en effet reçu d'Amérique des propositions fort avantageuses : Descamps, qui est resté son manager, signe deux contrats très rémunérateurs, l'un pour tourner un film, l'autre pour dix semaines d'exhibition dans les villes des États-Unis désignées dans le contrat. Récemment mariés, le champion et son épouse embarquent en mars 1920, avec Descamps, pour l'Amérique. Le voyage est triomphal, une foule énorme et quasi délirante les accueille à New York, les journaux lui consacrent des articles dithyrambiques, les interviews se multiplient de même que les banquets. Le voyage vers les villes prévues pour les combats s'effectue en train couchettes, à bord du train « Idéal », utilisé pour les visites des chefs d'État aux États-Unis. Un film The Wonder Man (l'Homme merveilleux) est tourné. Le couple rentre en France, Georges va se reposer dans sa villa de Dieppe.
Dans l'optique de préparer un éventuel combat face à Jack Dempsey, Georges Carpentier retourne aux États-Unis et s'entraîne sévèrement, sous la houlette de trois entraineurs en plus de Descamps, en disposant également d'un masseur pendant plusieurs mois,. Les Nord-Américains sont rapidement séduits par son élégance européenne, il y gagne le surnom de « The Orchid Man », du fait de la fleur qui orne en permanence sa boutonnière.
Le 12 octobre 1920, il affronte Battling Levinsky à Jersey City aux États-Unis pour le titre de champion du monde des poids mi-lourds,. Devant 20 000 spectateurs, et notamment Jack Dempsey qui s'est réservé une place au premier rang, le champion d'Europe affronte le champion d'Amérique pour le tout nouveau titre de champion du monde. Dès le début du combat, Carpentier ne laisse aucun répit à son adversaire, sa gauche martelant la face de Levinsky. Dès le début de la quatrième reprise, le Français bondit sur son adversaire et le touche d'une droite décisive. Ce succès lui permet de devenir le premier Français champion du monde de boxe anglaise. Il lui vaut de faire la une du supplément dominical du quotidien Le Petit Journal. Les journaux américains reviennent sur l'idée d'un combat contre Dempsey avec insistance.

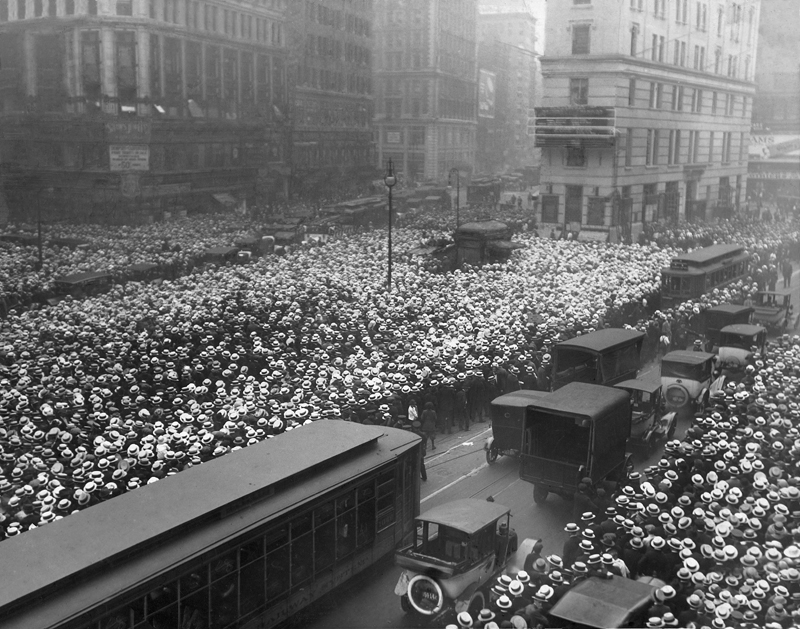
Coiffée de canotiers, la foule réunie à Times Square devant l'immeuble du New York Times suit le déroulement du match de boxe entre Jack Dempsey et Georges Carpentier (2 juillet 1921).

Le promoteur Tex Rickard décide d'organiser l'affrontement pour le titre mondial des poids lourds toutes catégories, entre Carpentier et l'Américain Jack Dempsey. Le contrat est signé en novembre 1920 dans le grand salon d'honneur du Claridge Hôtel à New York pour un combat prévu le 2 juillet 1921, les deux bourses accordées aux boxeurs valent plusieurs millions d'anciens francs. L'affrontement est désigné par les médias comme le « combat du siècle ». Le gouverneur Nathan Lewis Miller (en) interdit l'organisation du combat à New York, craignant qu'il soit une menace aux bonnes mœurs. Rickard décide alors d'acheter un terrain non loin, à Jersey City, où il fait construire une enceinte sportive en bois. Cette dernière accueille une affluence comprise entre quatre-vingt mille et cent mille spectateurs. La recette du gala est alors un record, le premier à passer la barre du million atteint plus de 1,7 million de dollars. L'événement est également le premier combat de boxe retransmis en direct sur les ondes américaines. La presse du monde entier suit les préparatifs dans les moindres détails.
L'opinion publique américaine est plutôt favorable au Français, héros de guerre, plutôt qu'à son adversaire, qui a évité son service militaire,. Le Français reçoit de multiples télégrammes d'encouragement d'expéditeurs internationaux. À la pesée, le Nordiste rend 12 kg et 6 cm au champion en titre. Carpentier perd sa main droite dès le deuxième round, elle est rendue inutilisable à la suite d'une fracture. Bien qu'il s'incline par KO dans la quatrième reprise, cet événement vaut au Français une renommée mondiale,,. La marée humaine qui a envahi les rues de Paris pour découvrir le résultat du combat apprend avec déception sa défaite. Paradoxalement, à la suite de cette défaite, Carpentier atteint l'apogée de sa notoriété. Il fait alors partie des célébrités les plus en vue de l'univers sportif et compte parmi les sportifs les plus fortunés.

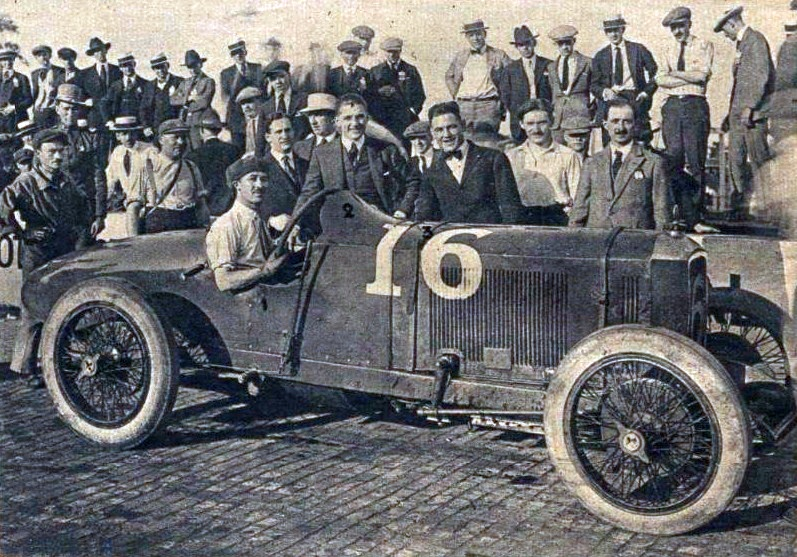
Georges Carpentier (à gauche du pilote) s'apprêtant à faire un tour d'honneur avec Jules Goux, à Indianapolis en 1920.
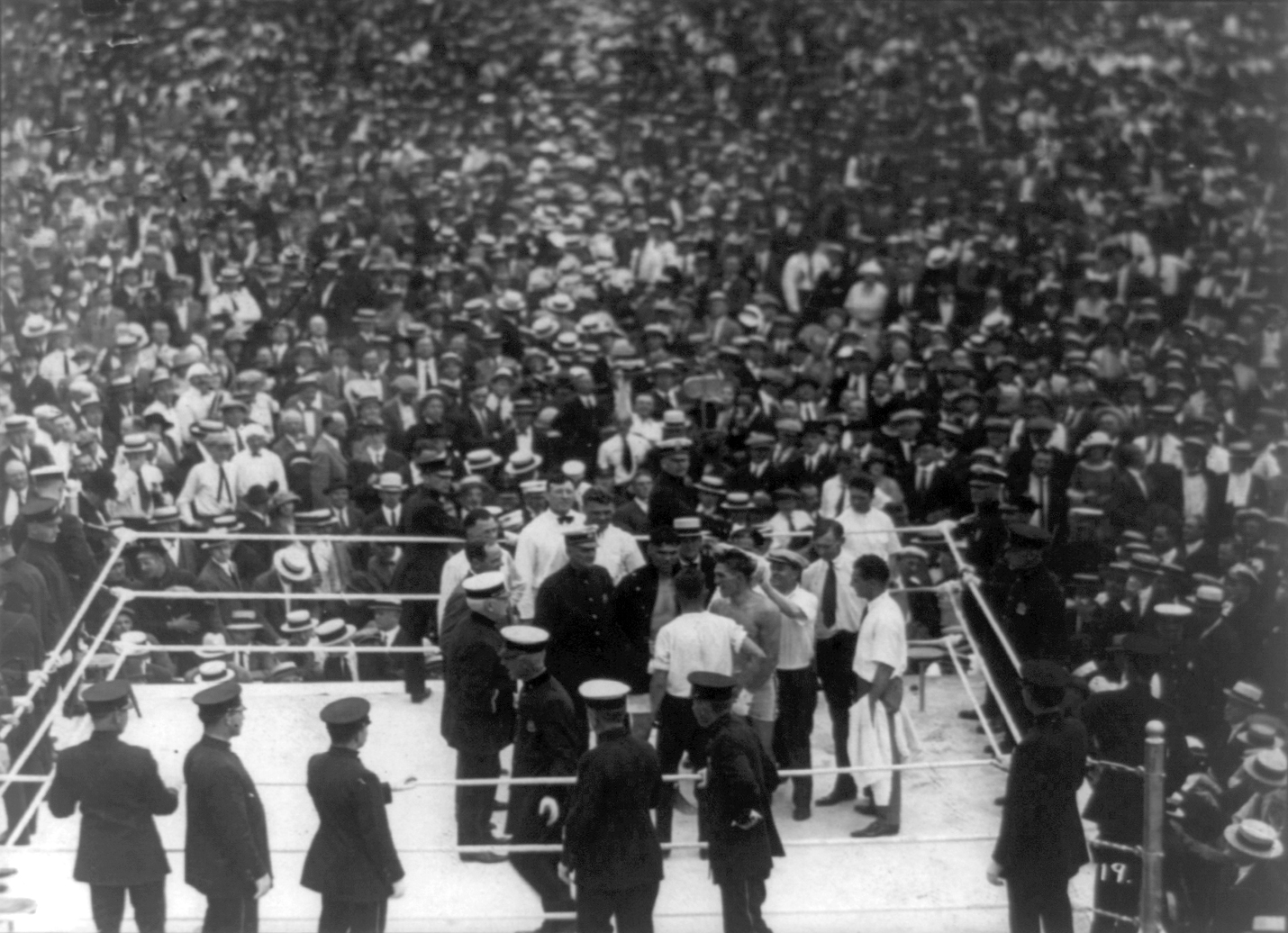
Face à face avec Jack Dempsey le 2 juillet 1921.
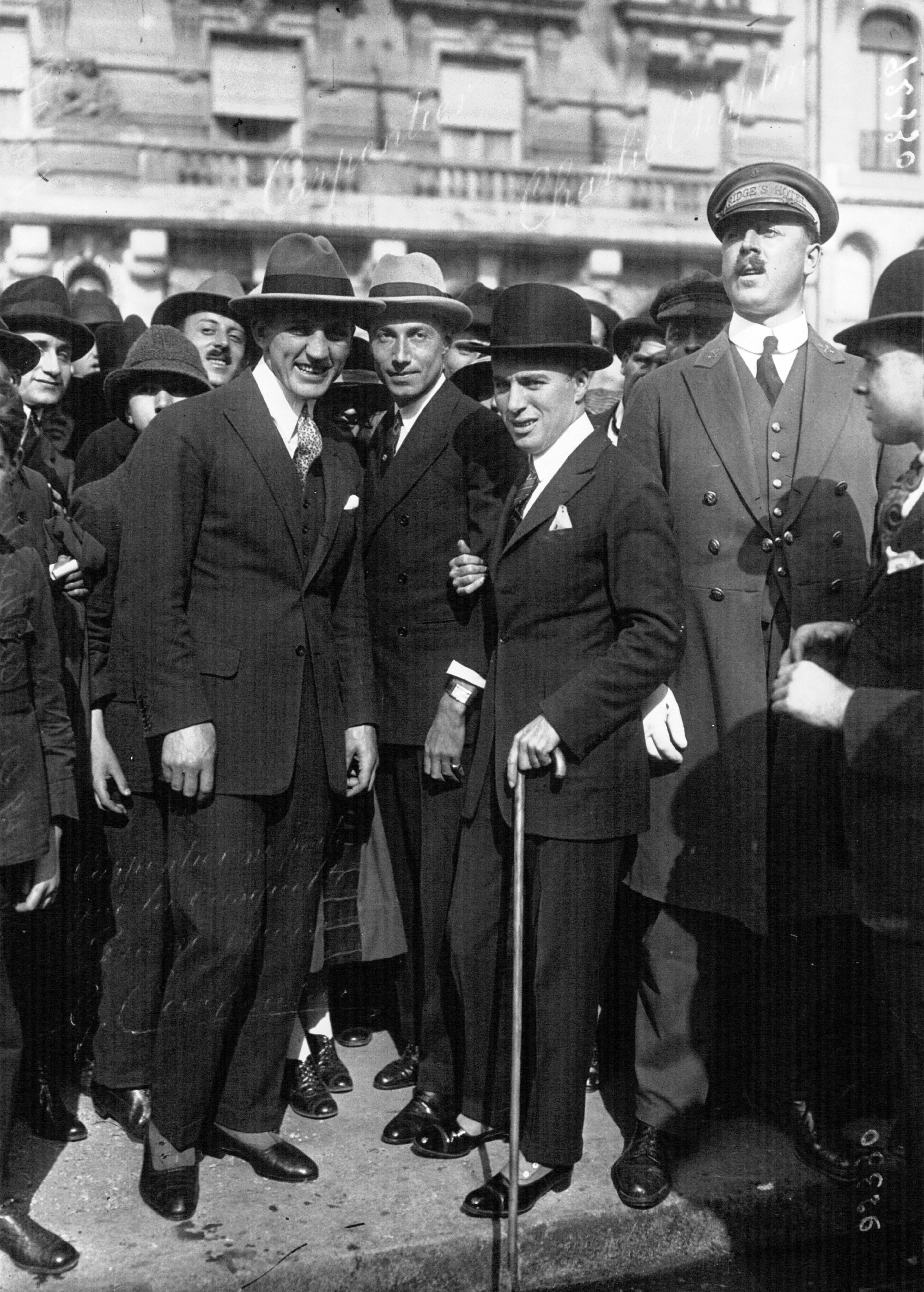
Avec Charlie Chaplin devant le Claridge's à Londres en 1921.
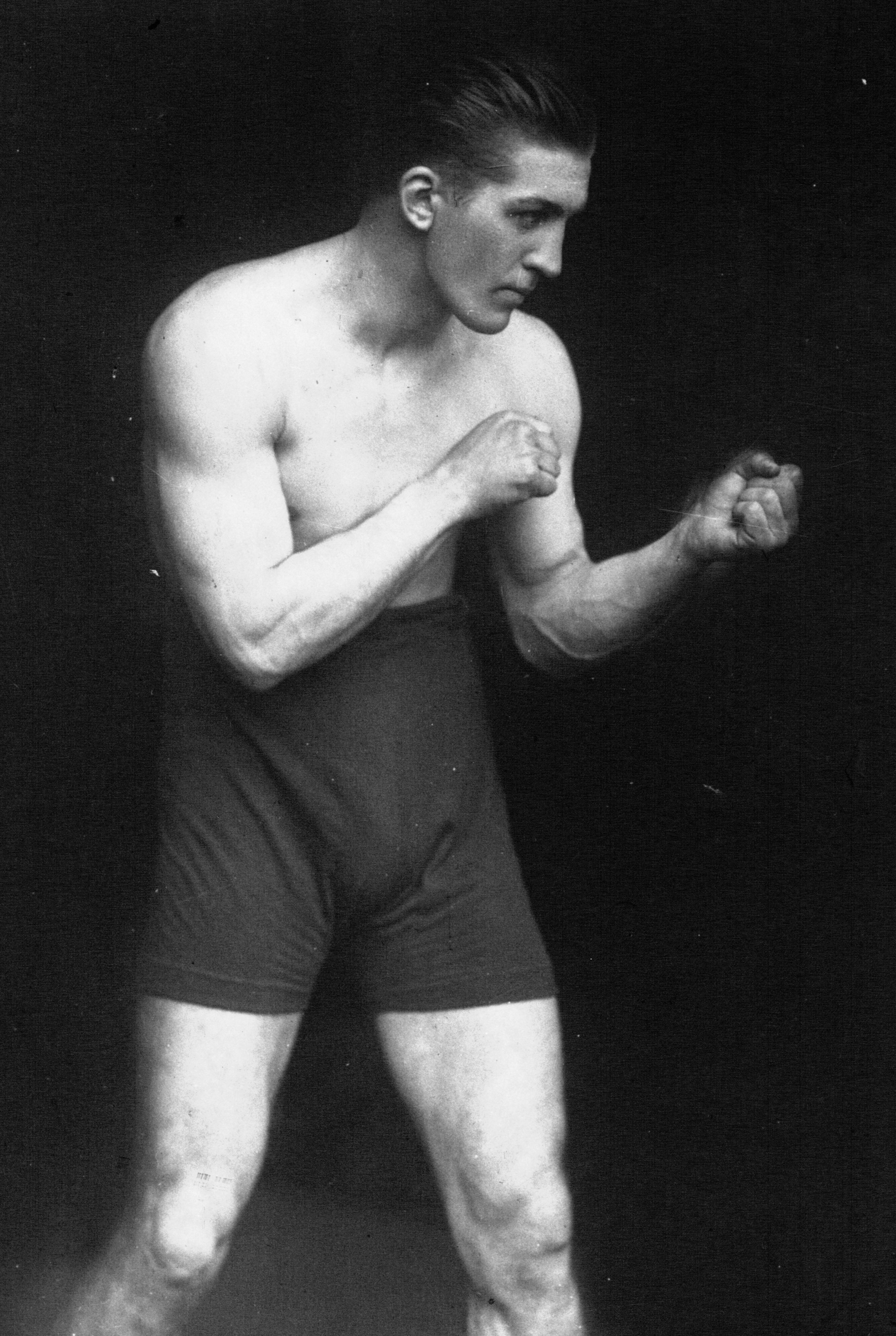
En garde en 1922.

#### Fin de carrière (1922-1926)
Dix mois plus tard, il remporte cependant le titre de champion d'Europe en battant « Kid » Lewis au premier round, par une simple droite au menton après un accrochage. Il perd ses titres de champion mi-lourds de France, d'Europe et du monde le 24 septembre 1922 au stade Buffalo contre Battling Siki par KO au sixième round. La fin de la rencontre est controversée. Dans un premier temps, les juges disqualifient Siki, ce qui provoque une manifestation. Ils changent finalement leur décision pour déclarer le Sénégalais vainqueur. Il refuse d'admettre sa défaite et prétexte que le match était truqué,. Ce match est le premier élu surprise de l'année Ring Magazine.
En mai 1923, lors d'un match commenté par le journaliste Edmond Dehorter, Carpentier domine le jusqu'alors invaincu Marcel Nilles d'un knock-out superbe de netteté,,. Hésitant, tâtonnant en début de combat, il prend confiance au fur et à mesure du combat pour toucher à l'estomac son adversaire dans la sixième reprise avant de s'imposer deux rounds plus tard,.
Le 1er octobre 1923, à Londres, il vient à nouveau à bout de Joe Beckett , champion poids lourds de Grande Bretagne, en 48 secondes (décompte arbitral compris), contre 1 minute 14 en 1919. Après une feinte de gauche, son crochet droit frappe son adversaire au menton à deux reprises avant qu'il ne s'effondre. Beckett ne se relève qu'une fois et un troisième crochet du droit vient mettre un terme à la rencontre. Malgré la tentative des soigneurs adverses pour jeter l'éponge, l'arbitre compte jusqu'à dix et déclare George Carpentier vainqueur par KO.
En mai 1924, Georges Carpentier se déplace en Autriche en vedette mondiale. Accueilli à Vienne comme un souverain, les organisateurs ont aménagé le stade Hohe-Warte pour accueillir son combat face au Britannique Arthur Townley. À la pesée, le Français rend onze kilos à son adversaire. Pourtant, le combat ne dure que quatre minutes et dix-huit secondes. Après qu'il a mis deux fois au sol son adversaire, Carpentier finit le combat d'un crochet du droit dès que son adversaire se relève, un coup jugé par certains spectateurs comme donné trop tôt et soulevant une polémique d'après-combat.
À la fin du mois, le boxeur français rencontre Tom Gibbons à Michigan City. Jouissant d'une grande popularité en Amérique, Carpentier se montre sur le déclin, en marque de force et de vitesse. Dominé, touché, saignant, vacillant, il va jusqu'à implorer son adversaire de l'épargner en cours de combat avant de s'incliner aux points. S'il est battu sur le ring, ce combat lui offre une bourse d'au moins 1 487 000 francs.
En juillet 1924, Carpentier est de nouveau défait par Gene Tunney d'un KO dans le quinzième et dernier round. Dominé dès les premiers coups, handicapé par un genou douloureux, le Français est mis au sol dans la dixième reprise avant de s'incliner dans la dernière. Ce combat est élu combat de l'année Ring Magazine.
En mai 1926, le célèbre boxeur français fait son retour sur les rings au Madison Square Garden de New York face à Eddie Huffman et le combat se conclut par un match nul. Il enchaîne le mois suivant face à Tommy Loughran dans le nouveau Sesquicentennial Stadium de Philadelphie. Blessé aux mains pendant le combat, il s'incline aux points et doit annuler la revanche prévue à Mexico face à Huffman.
Il se retire de la compétition le 15 septembre 1926 après une dernière victoire obtenue au 3e round contre Rocco Stramaglia. Il a 30 ans, a effectué 109 combats, 88 victoires, 5 nuls, 15 défaites et une non-décision.

### Après-carrière
Il apparaît dans des spectacles de music-hall comme chanteur et danseur, la plupart du temps en Angleterre et aux États-Unis et grave même un disque en 1927 dans lequel il chante à la façon de Maurice Chevalier, et s'il apparaît dans quelques films, il ne perce pas vraiment sur scène. Toutefois, la légende de Georges Carpentier survit à la fin de sa carrière. Il mène une vie mondaine, fréquentant l'Aga Khan III, Louis Renault, Santos-Dumont, Maurice Maeterlinck, Boldini, Vaslav Nijinski, le général Pershing, Raimu, Charlie Chaplin, Fréhel, Mistinguett, Sosthènes et Armand de La Rochefoucauld ou encore La Belle Otero. Sur la photo qu'il distribue à ses admirateurs, ne figure aucun de ses titres sportifs, il y a fait imprimer : « Georges Carpentier, homme du monde ». Le boxeur entretient sa forme physique en courant le cent mètres et en jouant au rugby. Après la fin de sa carrière de boxeur, il fait deux exhibitions, la première au Palais des Sports de Paris en avril 1934 et la deuxième en mai 1938 pour le gala Cuny.

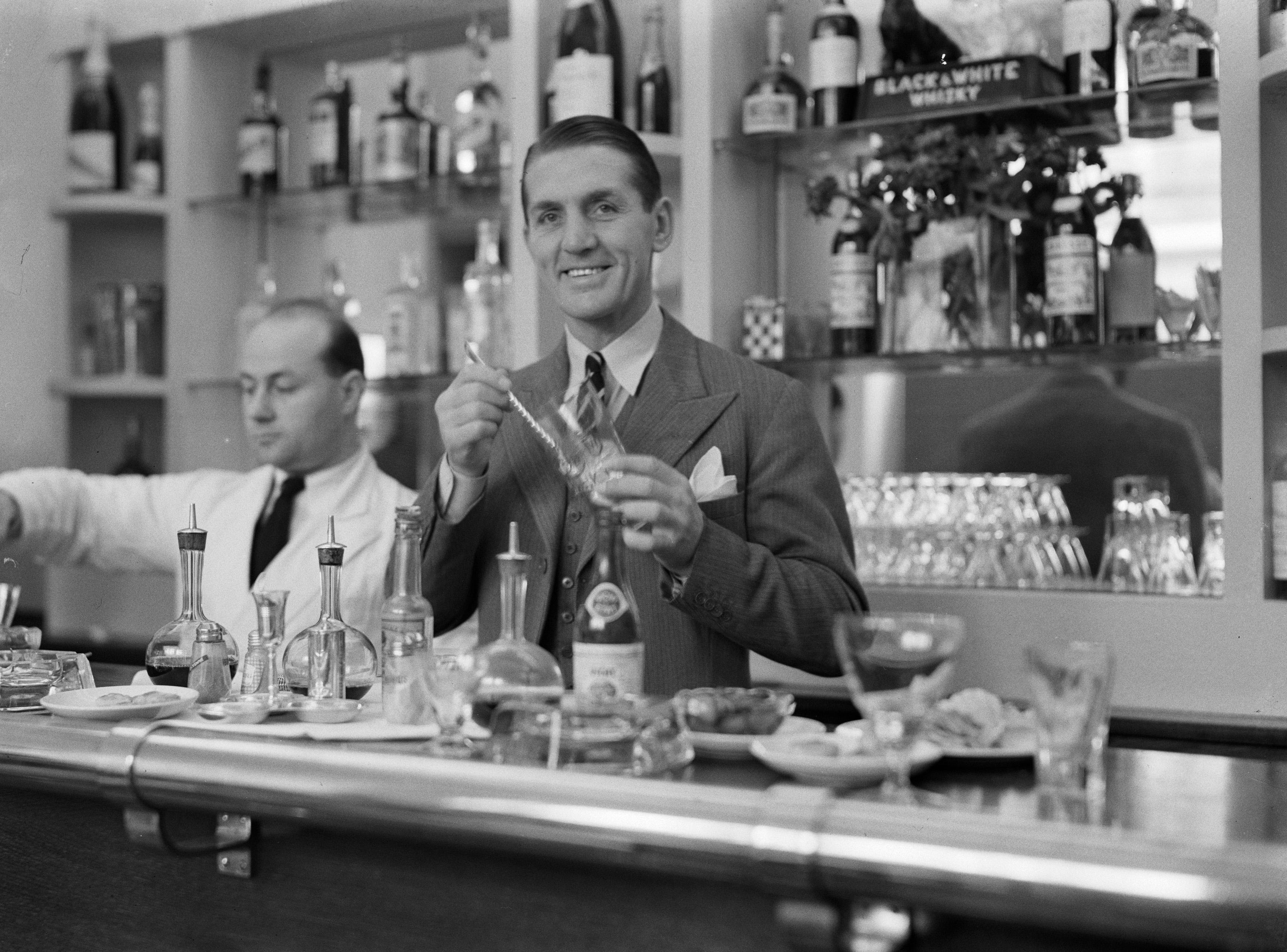
Georges Carpentier dans son bar, 1935 (Willem van de Poll)

Le krach boursier de 1929 le ruine quasi intégralement. Il investit ses dernières économies dans un bar à cocktails « Chez Georges Carpentier » inauguré le 15 mars 1935, où il reste en contact avec le milieu sportif, les artistes, gens du monde. Il reste une légende qu'on aime côtoyer, sa présence aux manifestations sportives ou mondaines reste un événement qu'on souligne.
Georges Carpentier participe également à la seconde guerre mondiale. Il est de nouveau mobilisé dans l'armée de l'air le 15 mai 1939. En poste au 107e bataillon de l’air le 8 septembre 1939, il est transféré au 104e bataillon de l’air le 13, puis est muté dès le 29 septembre au 117e, en tant que moniteur-chef d’éducation physique. Il est démobilisé le 25 juin 1940.
Tout comme notamment le champion de tennis Henri Cochet, les acteurs Jacques Dufilho, Howard Vernon ainsi que le célèbre René Simon, il intervient sur la chaîne de télévision allemande Fernsehsender Paris.
En janvier 1944, le boxeur doit fêter son cinquantième anniversaire en remontant sur le ring lors d'une soirée organisée au Grand Palais. Un claquage musculaire le contraint à renoncer à l'exhibition alors que son jubilé bat le record de la recette pour une réunion de boxe avec près d'1,2 million de francs. Aidé par Jacques Deschamps, le fils de son ancien entraîneur, il est ovationné par la foule lorsqu'il réussit à se hisser sur le ring avec peine. Il reçoit lors de cette soirée de nombreux hommages et cadeaux dont un Manneken-Pis en or offert par Al Baker au nom de ses compatriotes belges. L'exhibition avec l'ancien champion olympique Roger Michelot est reportée et se déroule finalement le 2 février.

### Vie privée
Le 8 mars 1920, Georges Carpentier épouse Georgette Laurentia Elsasser à la mairie du 8e arrondissement de Paris,. La cérémonie se tient dans la stricte intimité, devant deux à trois cents amis des mariés, dont de nombreuses célébrités sportives et le manager du boxeur,. Il divorce de sa première épouse le 5 octobre 1955 et se remarie l'année suivante à Paris 16e le 23 février 1956 avec Huguette Massis, (1926-2013).

### Mort

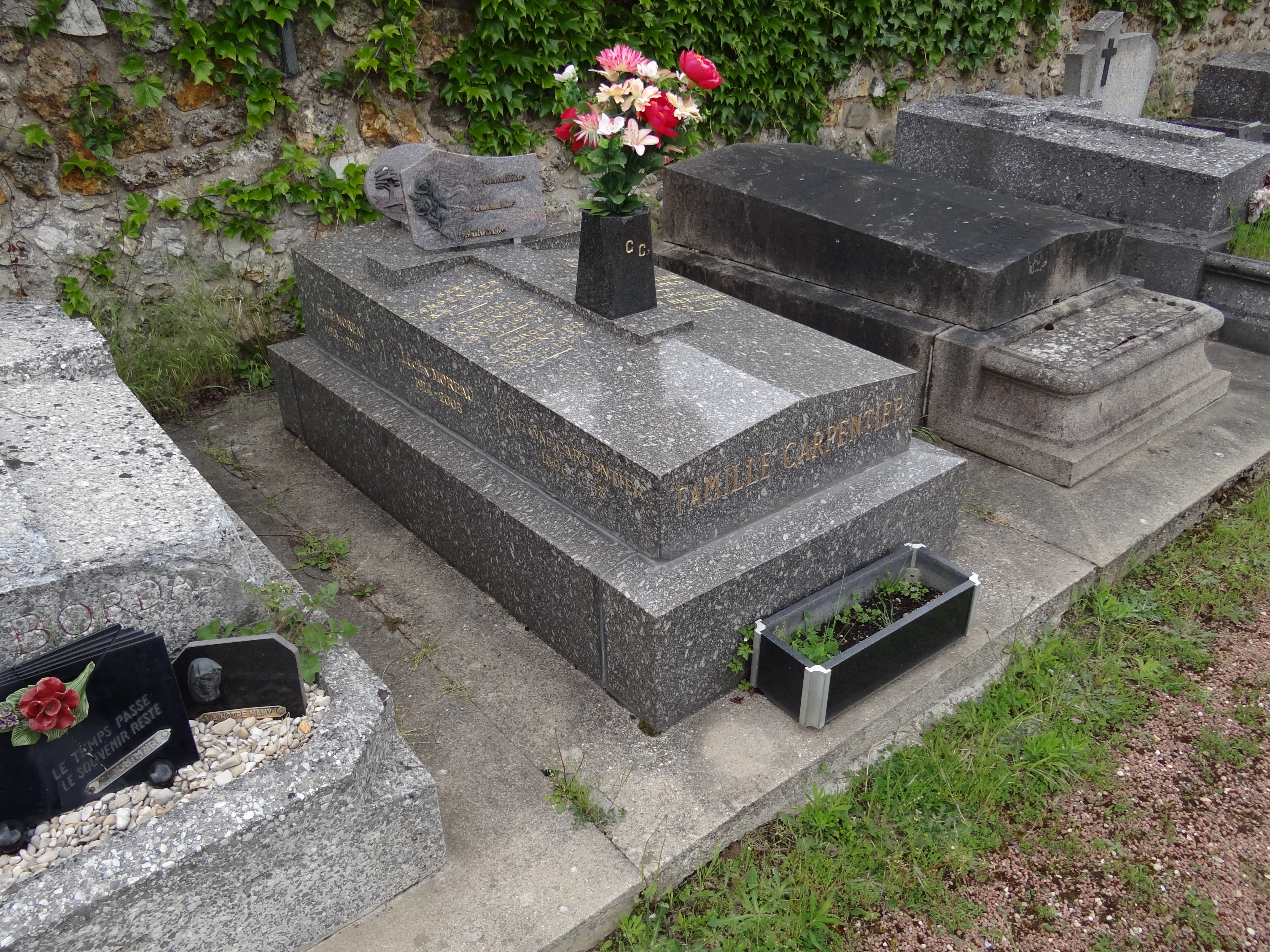
La tombe de Georges Carpentier au cimetière ancien de Vaires-sur-Marne.

Georges Carpentier meurt d'une crise cardiaque le lundi 27 octobre 1975 à 23 h, à l'âge de 81 ans, au domicile parisien de sa fille Jacqueline, née de son premier mariage,,,. Sa mort intervient quelques jours après l'hospitalisation de son plus célèbre adversaire Jack Dempsey à New York. Ses obsèques se déroulent le jeudi suivant en l'église de la Madeleine. Il est enterré au cimetière ancien de Vaires-sur-Marne.

## Palmarès et distinctions

### Distinctions
- Chevalier de la Légion d'honneur le 20 janvier 1938[82],[83].
- Officier de la Légion d'honneur le 30 mars 1972[5],[82].
- Officier de l'Ordre national du mérite par décret du 24 juin 1964[82],[5].
- Médaille militaire en septembre 1916[82]
- Croix de guerre 1914–1918[82]
- Commandeur de l'ordre du Mérite sportif‎[82],[5].

### Prix
- Prix Henry Deutsch de la Meurthe de l'Académie des sports (fait sportif pouvant entraîner un progrès matériel, scientifique ou moral pour l’humanité), 1919
- Le 7 octobre 1948, il devient « ambassadeur du sport français à l'étranger »[5].
- Introduit au Ring Boxing Hall of Fame en 1964.
- Le 5 janvier 1965, Georges Carpentier est nommé président d'honneur du Comité national de boxe française (CNBF) nouvellement créé.
- Il est membre de l'International Boxing Hall of Fame depuis 1991[84].

## Liste des combats professionnels
| 109 combats         | 88 victoires | 14 défaites |
| Avant la limite     | 56           | 9           |
| Sur décision        | 32           | 5           |
| Match nul           | 6            | 6           |
| Match sans décision | 1            | 1           |

| Décision possible : KO • TKO (KO technique) • UD (décision aux points unanime) • MD (décision aux points majoritaire) • SD (décision aux points partagée) • D (match nul) • NC (sans décision) • RTD (abandon) |         |                             |      |         |                   |                                        | |
| Résultat | Record  | Adversaire                  | Type | Round   | Date              | Lieu                                   | Notes |
| Victoire | 88-14-6 | Rocco Stramaglia            | KO   | 3       | 15 septembre 1926 | Coeur d'Alene, Idaho                   | |
| Victoire | 87-14-6 | Jack Burke                  | KO   | 2 (4)   | 7 juillet 1926    | Denver, Colorado                       | |
| Défaite | 86-14-6 | Tommy Loughran              | PTS  | 10      | 17 juin 1926      | Sesquicentennial Stadium, Philadelphie | [ 68 ] |
| Match nul | 86-13-6 | Eddie Huffman               | D    | 15 (15) | 21 mai 1926       | Madison Square Garden, New York        | [ 67 ] |
| Défaite | 86-13-5 | Gene Tunney                 | TKO  | 15 (15) | 24 juillet 1924   | Polo Grounds, New York                 | [ 66 ] |
| Défaite | 86-12-5 | Tommy Gibbons               | PTS  | 10      | 31 mai 1924       | Michigan City                          | [ 65 ] |
| Victoire | 86-11-5 | Arthur Townley              | KO   | 2 (10)  | 1er mai 1924      | Stade Hohe-Warte, Vienne               | [ 64 ] |
| Victoire | 85-11-5 | Joe Beckett (en)            | KO   | 1 (20)  | 1er octobre 1923  | Olympia, Kensington                    | |
| Victoire | 84-11-5 | Marcel Nilles               | KO   | 8 (15)  | 6 mai 1923        | Stade Buffalo, Montrouge               | Titre de champion de France toutes catégories en jeu,. |
| Défaite | 83-11-5 | Battling Siki               | KO   | 6 (20)  | 24 septembre 1922 | Stade Buffalo, Montrouge               | Titre de champion d'Europe EBU des poids lourds en jeu. Titre de champion d'Europe EBU des poids mi-lourds en jeu. Titre de champion IBU des poids mi-lourds en jeu. |
| Victoire | 83-10-5 | Ted Lewis                   | KO   | 1 (20)  | 11 mai 1922       | Olympia, Kensington                    | |
| Victoire | 82-10-5 | George Cook                 | KO   | 4 (10)  | 12 janvier 1922   | Royal Albert Hall, Kensington          | |
| Défaite | 81-10-5 | Jack Dempsey                | KO   | 4 (12)  | 2 juillet 1921    | Boyle's Thirty Acres, Jersey City      | Titre de champion du monde des poids mi-lourds de la National Boxing Association en jeu,. Article détaillé : Jack Dempsey contre Georges Carpentier                  |
| Victoire | 81-9-5  | Battling Levinsky           | KO   | 4 (12)  | 12 octobre 1920   | Westside Ballpark, Jersey City         | Titre de champion du monde des poids mi-lourds de la National Boxing Association en jeu,.                                                                            |
| Victoire | 80-9-5  | Georges Grundhoven          | KO   | 2 (15)  | 21 février 1920   | Palais du Soleil, Beausoleil           | |
| Victoire | 79-9-5  | Blink Mac Closkey           | KO   | 2 (15)  | 10 janvier 1920   | Alhambra, Bordeaux                     | |
| Victoire | 78-9-5  | Joe Beckett (en)            | KO   | 1 (20)  | 4 décembre 1919   | Holborn Stadium, Londres               | Titre de champion d'Europe EBU des poids lourds en jeu. |
| Victoire | 77-9-5  | Jean Croisilles             | KO   | 2 (20)  | 29 septembre 1919 | Teatro Bellas Artes, Saint-Sébastien   | [ 44 ] |
| Victoire | 76-9-5  | Dick Smith                  | KO   | 8 (20)  | 19 juillet 1919   | Cirque de Paris, Paris                 | , |
| Victoire | 75-9-5  | Kid Jackson                 | DQ   | 4 (15)  | 26 juillet 1914   | Bordeaux                               | [ 48 ] |
| Victoire | 74-9-5  | Gunboat Smith               | DQ   | 6 (20)  | 16 juillet 1914   | Olympia, Kensington                    | [ 48 ] |
| Victoire | 73-9-5  | Battling Robinson           | KO   | 3       | 14 juin 1914      | Béziers                                | , |
| Victoire | 72-9-5  | Hubert Roc                  | KO   | 3 (12)  | 31 mai 1914       | Valenciennes                           | [ 89 ] |
| Victoire | 71-9-5  | George Mitchell             | TKO  | 1 (6)   | 14 avril 1914     | Paris                                  | [ 48 ] |
| Victoire | 70-9-5  | Irish O'Mara                | KO   | 2 (15)  | 13 avril 1914     | Blois                                  | [ 48 ] |
| Défaite | 69-9-5  | Joe Jeannette               | PTS  | 15      | 21 mars 1914      | Luna Park, Paris                       | |
| Victoire | 69-8-5  | Pat O'Keefe                 | KO   | 2 (15)  | 19 janvier 1914   | Eldorado-Casino, Nice                  | [ 48 ] |
| Victoire | 68-8-5  | Bombardier Billy Wells (en) | KO   | 1 (20)  | 8 décembre 1913   | National Sporting Club, Londres        | Titre de champion d'Europe toutes catégories en jeu,. |
| Victoire | 67-8-5  | Max Abbat                   | KO   | 3 (12)  | 31 octobre 1913   | Genève                                 | [ 90 ] |
| Victoire | 66-8-5  | Jeff Smith                  | PTS  | 20      | 11 octobre 1913   | Luna Park, Paris                       | [ 93 ] |
| Victoire | 65-8-5  | Ashley Williams             | KO   | 4 (12)  | 6 août 1913       | Casino-Kursaal, Vichy                  | |
| Victoire | 64-8-5  | Albert Lurie                | KO   | 3 (20)  | 29 juin 1913      | Arènes de la Benatte, Bordeaux         | , |
| Victoire | 63-8-5  | Bombardier Billy Wells (en) | KO   | 4 (20)  | 1er juin 1913     | Salle des fêtes de l'exposition, Gand  | Titre de champion d'Europe toutes catégories en jeu,. |
| Victoire | 62-8-5  | George Gunther              | PTS  | 15      | 17 mars 1913      | Eldorado-Casino, Nice                  | ,. |
| Victoire | 61-8-5  | Willy Schoot                | KO   | 2 (10)  | 8 mars 1913       | Casino-Palace, Roubaix                 | [ 102 ] |
| Victoire | 60-8-5  | Cyclone Smith               | KO   | 3 (20)  | 1er mars 1913     | Eldorado-Casino, Nice                  | ,. |
| Victoire | 59-8-5  | Bandsman Rice               | TKO  | 2 (20)  | 12 février 1913   | Cirque de Paris, Paris                 | Titre de champion d'Europe des poids mi-lourds en jeu,. |
| Victoire | 58-8-5  | Marcel Moreau               | TKO  | 8 (20)  | 8 janvier 1913    | Cirque de Paris, Paris                 | Titre de champion de France toutes catégories en jeu,. |
| Défaite | ?       | Billy Papke                 | TKO  | 18 (20) | 23 octobre 1912   | Cirque de Paris, Paris                 | , |
| Défaite | ?       | Frank Klaus                 | DQ   | 19 (20) | 24 juin 1912      | Cirque de Paris, Paris                 | [ 20 ] |
| Victoire | ?       | George Gunther              | PTS  | 20      | 3 avril 1912      | Cirque de Paris, Paris                 | Titre de champion d'Europe EBU des poids moyens en jeu. |
| Victoire | ?       | Jim Sullivan                | KO   | 2 (20)  | 29 février 1912   | Condamine, Monaco                      | Titre de champion d'Europe EBU des poids moyens en jeu. |
| Victoire | ?       | Harry Lewis                 | PTS  | 20      | 13 décembre 1911  | Cirque de Paris, Paris                 | [ 15 ] |
| Victoire | ?       | Battling Lacroix            | KO   | 9 (15)  | 25 novembre 1911  | Hippodrome de Lille, Lille             | [ 110 ] |
| Victoire | ?       | Young Josephs               | RTD  | 10 (20) | 23 octobre 1911   | Londres                                | [ 111 ] |
| Victoire | ?       | Sid Burns                   | PTS  | 20      | 2 octobre 1911    | Earls Court Arena, Kensington          | [ 112 ] |
| Victoire | ?       | Arthur Evernden             | PTS  | 15      | 14 août 1911      | Cabourg                                | [ 13 ] |
| Victoire | ?       | Jack Goldswain              | KO   | 4 (15)  | 23 juin 1911      | Paris                                  | , |
| Victoire | ?       | Robert Eustache             | TKO  | 16 (20) | 10 juin 1911      | Cirque de Paris, Paris                 | Titre de champion de France des poids mi-moyens en jeu,. |
| Victoire | ?       | Jack Daniels                | PTS  | 10      | 17 décembre 1910  | Wonderland, Paris                      | [ 115 ] |
| Victoire | ?       | Henri Demlen                | PTS  | 10      | 3 décembre 1910   | Bruxelles                              | [ 116 ] |
| Victoire | ?       | George Randall              | TKO  | 10 (10) | 19 novembre 1910  | Wonderland, Paris                      | [ 117 ] |
| Victoire | ?       | Jim Campbell                | KO   | 5       | 22 octobre 1910   | Wonderland, Paris                      | [ 118 ] |
| Victoire | ?       | Percy Wilson                | PTS  | 10      | 15 octobre 1910   | Wonderland, Paris                      | [ 119 ] |
| Match nul | ?       | Paul Til                    | D    | 15      | 8 juillet 1910    | Pépinière, Paris                       | [ 120 ] |
| Défaite | ?       | Young Snowball              | TKO  | 4 (10)  | 9 avril 1910      | Wonderland, Paris                      | [ 121 ] |
| Sans décision | ?       | Paul Til                    | NC   | 8 (15)  | 14 janvier 1910   | Élysée Montmartre, Paris               | [ 122 ] |
| Victoire | ?       | Young Warner                | DQ   | 7 (10)  | 5 janvier 1910    | Tivoli Boxing-Hall, Paris              | [ 123 ] |
| Match nul | ?       | Paul Til                    | D    | 10      | 15 octobre 1909   | Hippodrome de Lille, Lille             | Titre de champion de France des poids coqs en jeu. |
| Victoire | ?       | Auguste Relinger            | PTS  | 6       | 17 mai 1909       | Hippodrome-Théâtre, Roubaix            | |
| Victoire | ?       | Cheveau                     | PTS  | 6       | 25 avril 1909     | Vélodrome roubaisien, Roubaix          | [ 48 ] |
| Victoire | ?       | Achalme                     | PTS  | 10      | 18 mars 1909      | Lens                                   | [ 48 ] |
| Victoire | ?       | Gaston Simon                | PTS  | 10      | 25 février 1909   | Paris                                  | [ 48 ] |
| Défaite | ?       | Georges Gloria              | KO   | 6       | 19 février 1909   | Paris                                  | [ 48 ] |
| Victoire | ?       | Charles Legrand             | PTS  | 15      | 10 janvier 1909   | Lens                                   | [ 48 ] |
| Match nul | ?       | Louis Lepine                | D    | 6       | 5 décembre 1908   | Paris                                  | [ 48 ] |
| Victoire | 2-1     | Louis Lepine                | PTS  | 6       | 3 décembre 1908   | Paris                                  | [ 48 ] |
| Défaite | 1-1     | Ed Salmon                   | TKO  | 18 (20) | 30 novembre 1908  | Café de Paris, Maisons-Laffitte        | |
| Victoire | 1-0     | Ed Salmon                   | DQ   | 10 (20) | 10 novembre 1908  | Café de Paris, Maisons-Laffitte        | [ 124 ] |

## Personnalité et style
Georges Carpentier combat dans toutes les catégories avant la Première Guerre mondiale. Après avoir commencé sa carrière à l'âge d'un gamin, il évolue en montant de catégories de poids jusqu'à combattre en poids lourds. Pour Léon Baranger dans Les Hommes du jour en 1912, « ce n'est pas un boxeur, pas un champion de boxe : c'est « le boxeur », l'homme qui semble avoir été fait sur commande pour réaliser, au moral comme au physique, le maximum de ce que l'on peut demander à un combattant ». Son visage angélique et son sourire lui vaut une large sympathie.
Les Américains ayant du mal à prononcer son nom, il y est connu comme « Gorgeous George » et comme « The Orchid Man ».

## Postérité et héritage
Plusieurs rues et stades de France portent son nom, dont la halle Georges-Carpentier, salle de sport du 13e arrondissement de Paris.